# 송포항 (부안군)
송포항은 전북특별자치도 부안군 변산면 대항리에 위치한 어항이다. 2007년 7월 13일 지방어항으로 지정하여 관리하고 있다. 시설관리자는 부안군수이다.

## 어항 구역
본 항의 어항구역은 다음과 같다.
- 방파제 단부 북동측의 점(북위 34°54′45.25″ / 동경 127°27′40.51″)에서 정서 방향과 정남 방향의 선상에 형성되는 공유수면 33,500m2

## 개발 계획
- 2010년 7월 9일 고시된 송포항 개발계획의 주요내용은 다음과 같다.[2]
  - 방파제: 간부 75m (사석경사제 + 친수호안블록), 두부 10m (사석경사제)
  - 물양장: 319m, (콘크리트블록식 + 다목적호안블록식)
  - 박지 준설: 13,750m3
- 2011년 11월 14일 부안군은 송포항의 어항시설을 개선하고 관광기능을 강화하는 등의 개발사업을 마쳤다고 밝혔다.[3]